# Onthophagus indosinicus
Onthophagus indosinicus là một loài bọ cánh cứng trong họ Bọ hung (Scarabaeidae).